# Zakopower
Zakopower est un groupe polonais. Le nom vient de Zakopane, ville d'origine du créateur du groupe, Sebastian Karpiel-Bułecka. 

## Membres
- Sebastian Karpiel-Bułecka (chant)
- Mamadou Diouf (chant)
- Wojciech Topa
- Bartek Kudasik
- Józek Chyc
- Piotr Rychlec
- Michał Trąbski
- Łukasz Moskal
- Tomek Krawczyk

## Discographie
- Music Hal (2005)
  - Kiebyś Ty...

- Na siedem (2007)
  - Na siedem

- Koncertowo (2009)
  - Bóg wie gdzie

- Boso (2011)
  - Boso

## Récompenses
- Lauréat du prix Fryderyk 2012 dans trois catégories:
  - Album de l'année Boso
  - Chanson de  l'année Boso
  - Groupe folk de l'année Zakopower